# Паутина

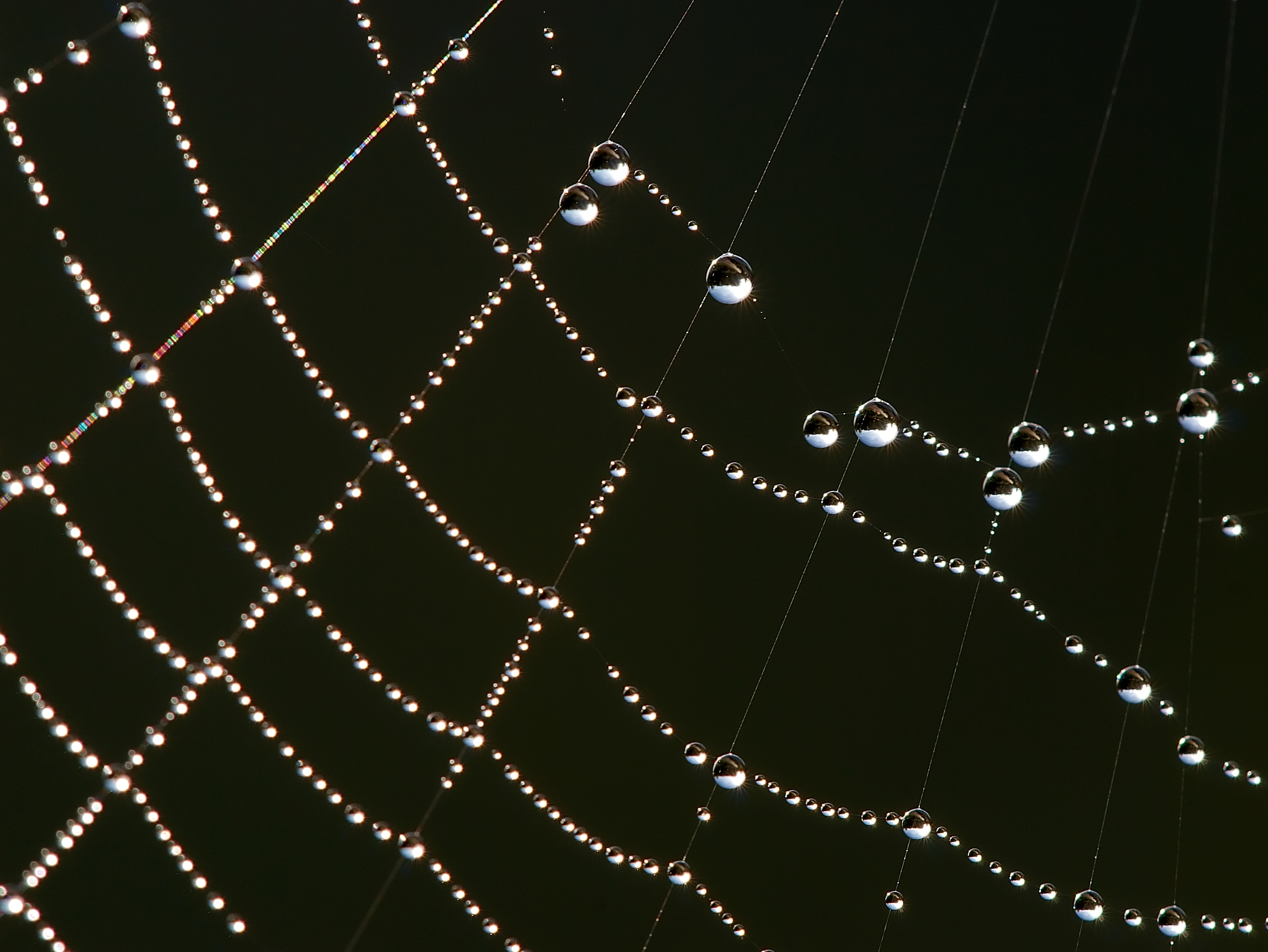
Капли утренней росы на паутине.

Паути́на — секрет паутинных желёз, который вскоре после выделения застывает в форме нитей. По химической природе это белок, близкий по составу к шёлку насекомых. Паутину способны выделять представители ряда групп паукообразных (пауки, ложноскорпионы, некоторые клещи) и губоногие многоножки.
Варианты использования паутины вырабатывающими её животными очень разнообразны, но наиболее распространено применение её для построения яйцевых коконов, сперматофоров, ловчих сетей и укрытий на время линьки или неблагоприятных условий. Ловчую сеть пауков также называют паутиной.

## Паутина пауков

### Состав, выделение и свойства

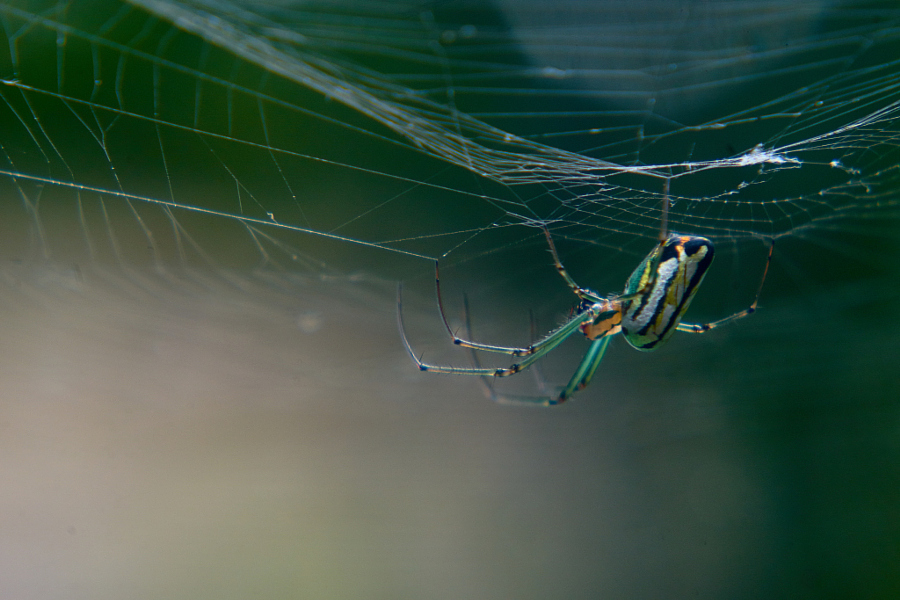
Паук плетёт паутину

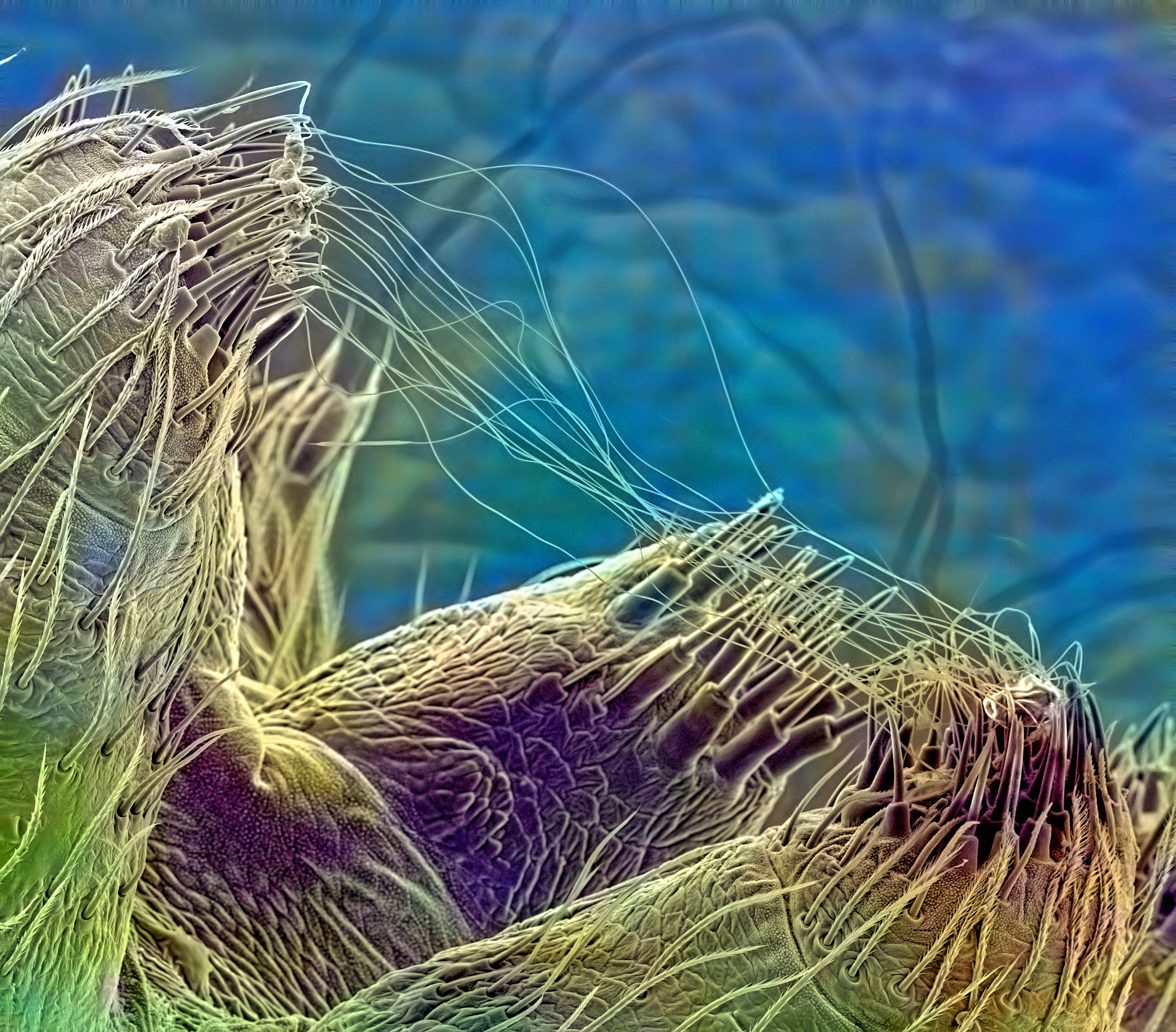
Паутинные железы паука в работе (съемка в сканирующем электронном микроскопе)

Паутина пауков представляет собой белок, обогащённый глицином, аланином и серином. Внутри паутинной железы она существует в жидкой форме. При выделении через многочисленные прядильные трубочки, открывающиеся на поверхности паутинных бородавок, происходит изменение структуры белка, вследствие чего он затвердевает в форме тонких микрометровых нитей. Внутри нитей есть жёсткие белковые кристаллы размером в несколько нанометров, соединённые между собой эластичными белковыми связками. В дальнейшем паук переплетает эти первичные нити в более толстое паутинное волокно.
По прочности паутина близка к нейлону и значительно прочнее сходного с ней по составу секрета насекомых (например, гусениц тутового шелкопряда). Согласно одному из предположений различия обусловлены тем, что пауки формируют волокно, свисая на нём.
Предельное напряжение на разрыв каркасной нити паука Araneus diadematus составляет 1,1—2,7 ГПа. Для сравнения: предел прочности стали 0,4—1,5 ГПа, человеческого волоса — 0,25 ГПа.
Паутина сохраняет своё натяжение как при растяжении, так и при сжатии нитей.

### Функции

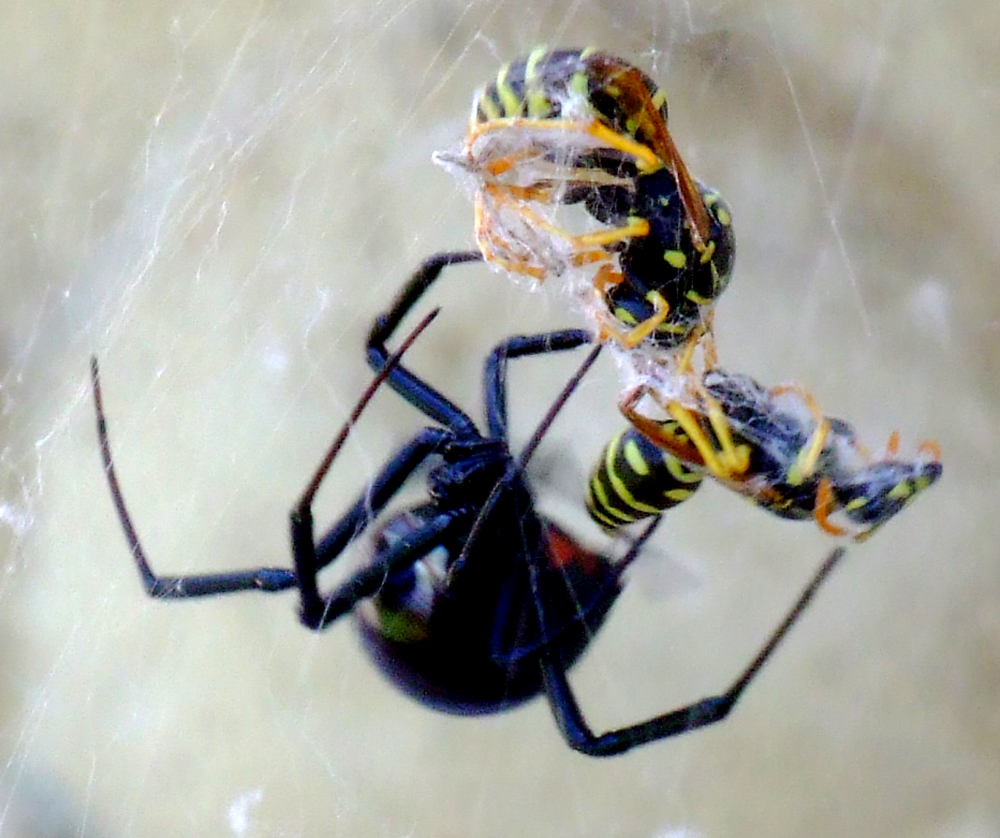
Паук чёрная вдова охотится на ос

Наиболее известный вариант использования паутины пауками — построение ловчих сетей, которые в зависимости от строения способны полностью обездвижить добычу, затруднить её передвижения или только просигнализировать о её появлении. Пойманную добычу пауки также часто заворачивают в паутину.

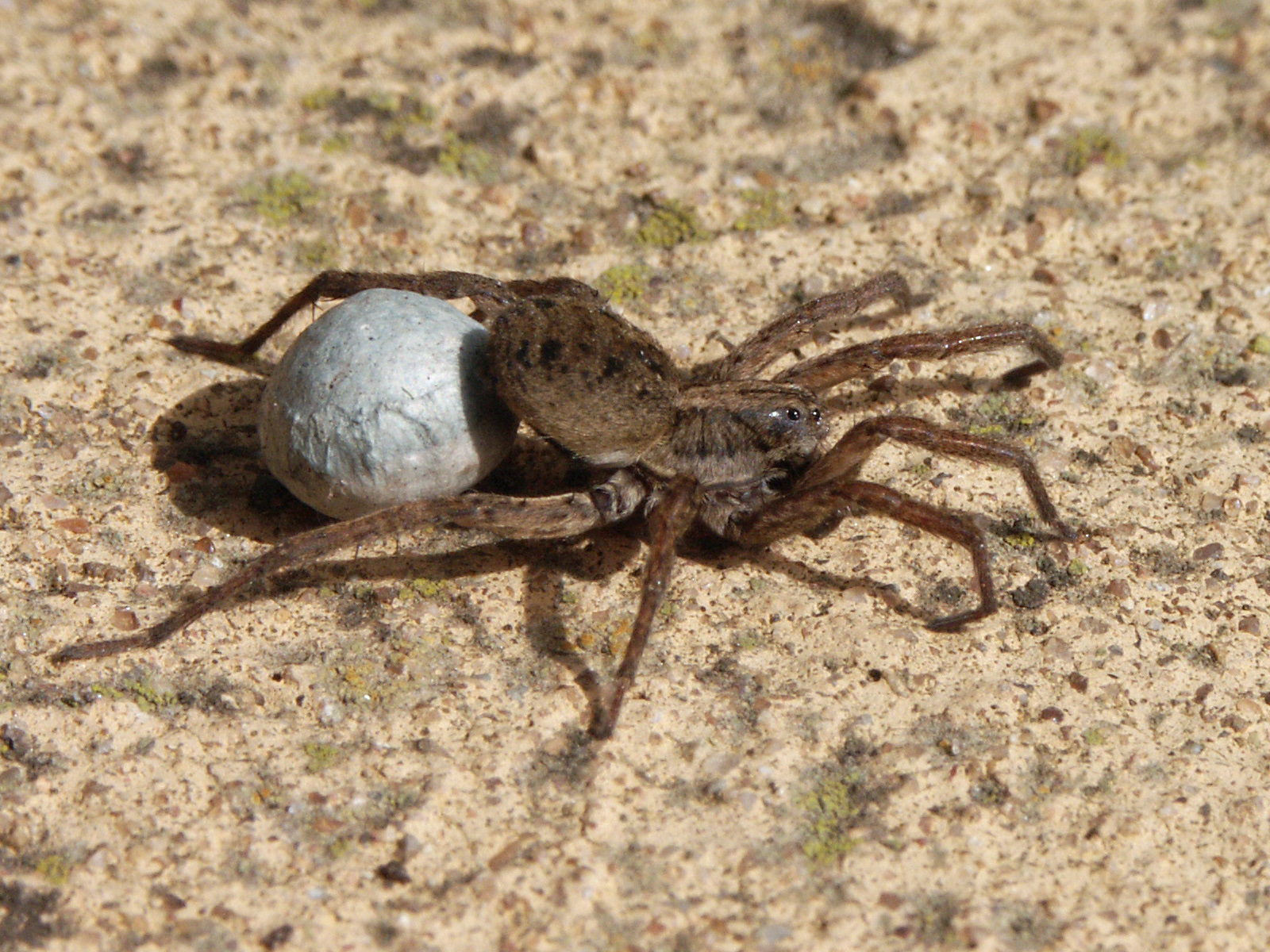
Паук-волк с яйцевым коконом

У аранеоморфных пауков с ловчими сетями связано очень сложное брачное поведение. Перед размножением самцы плетут сперматическую сеточку, на которую выделяют каплю семенной жидкости для переноса её в резервуары цимбиумов (копулятивных органов на кончиках педипальп).
Развитие яиц и молоди проходит в паутинном яйцевом коконе, который у некоторых пауков устроен очень сложно, с защитными барьерами вокруг.
У некоторых видов самка в период размножения выделяет нить, помеченную феромонами, которую самец использует при поиске партнёрши. В связи с этим, хотя даже среди наиболее архаичных членистобрюхих пауков есть представители, формирующие для охоты сигнальные волокна, считается[кем?], что первичная функция паутины пауков связана именно с размножением, а не с добычей пищи. В качестве основного довода в пользу этой гипотезы рассматривают исходную приуроченность паутинных бородавок к области половых отверстий.
Многие пауки оплетают ею стенки норки.

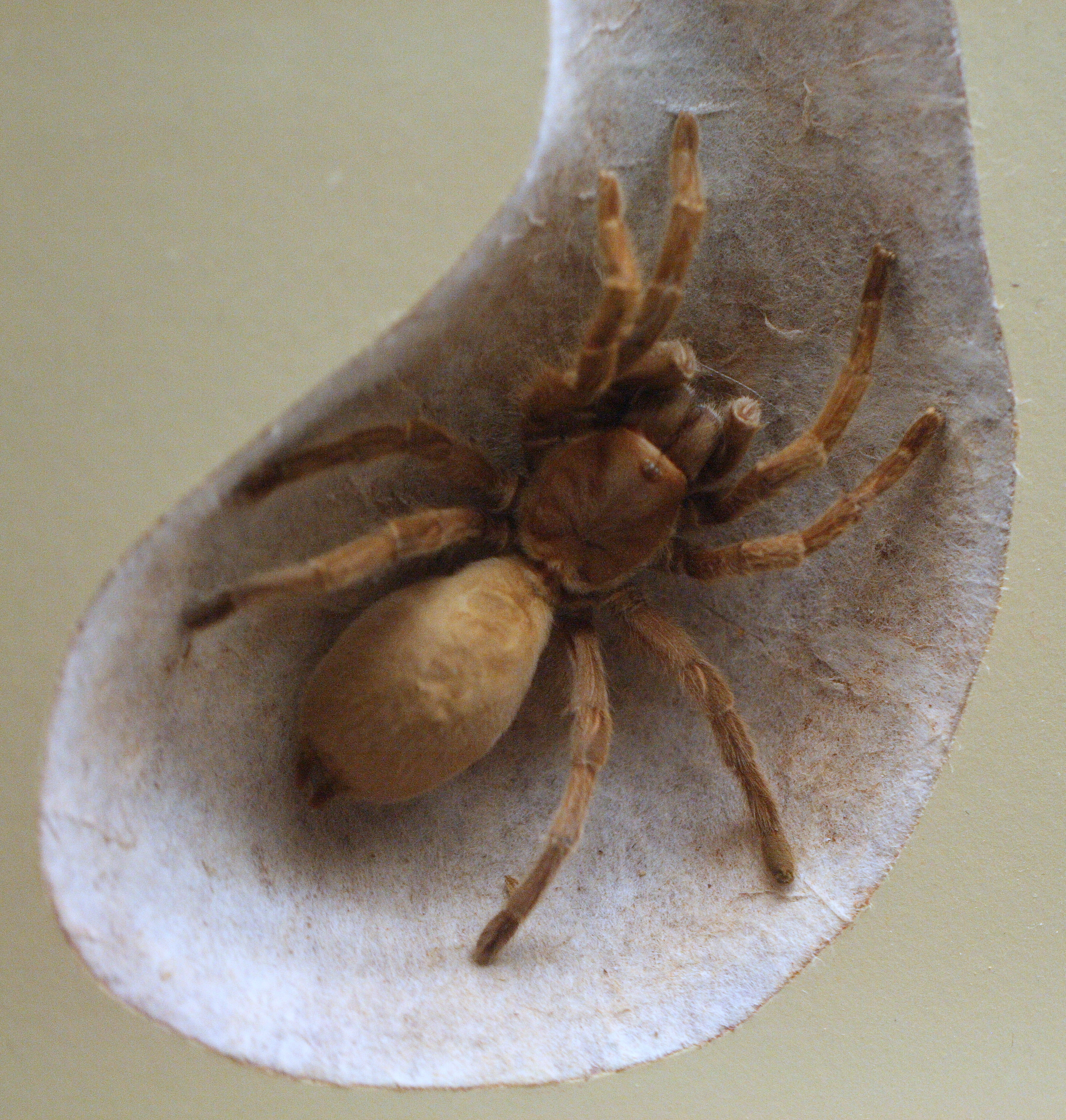
Паук-птицеед Selenocosmia stirlingi в норе

Одними из наиболее интересных применений паутины оказывается формирование страховочных нитей, препятствующих неудачному падению при прыжках, и «планеров», с помощью которых молодь может распространяться с потоками воздуха.
Амазонские пауки-кругопряды умеют создавать из листьев и веточек, скреплённых паутиной, отвлекающие муляжи, которые размещают на своей паутине с целью обмануть хищников. Паук может, спрятавшись неподалёку, дергать за управляющие паутинки, заставляя муляж-марионетку совершать обманные движения.
Водяные пауки строят из паутины подводные убежища, наполненные воздухом для дыхания.
Тарантулы используют паутину для противостояния скольжению по поверхности (клейкий материал выделяют прядильные трубки на лапках пауков).

### Утилизация
Некоторые пауки (например, крестовики) регулярно поедают нити своей паутины и плетут их заново. По поводу причин этого действия есть 2 версии:
- Паук поедает старую паутину при ремонте сети для восстановления запаса требуемых белков.
- Это нужно для получения воды, которая оседает в виде росы на нитях.

### Применение
До середины XX века паутину использовали в оптических геодезических приборах, для нанесения перекрестий. Предпринимаются попытки создания искусственных аналогов паутины (для использования как в конструкционных целях, так и в медицине).

## Использование человеком
В народной медицине паутину применяли как кровоостанавливающее и заживляющее средство. Ввиду прочности паутиновых нитей, они используются даже для изготовления некоторых предметов одежды.
Идёт разработка новых конструкционных материалов, построенных по принципу паутины.
Также, компания Kraig Biocraft изготавливает нити «Dragon silk», используемые для создания бронежилетов, что возможно ввиду огромной ударной вязкости (520 МДж/м3).